# Intact Media Group
Intact Media Group este un trust media din România, care face parte din Holdingul GRIVCO, deținut de familia fostului politician și omului de afaceri Dan Voiculescu.
Intact este unul din cele mai puternice trusturi media din România și are un capital integral românesc.
Trustul media Intact Media Group a luat ființă ca entitate juridică în anul 2009, înlocuind practic conceptul ce fusese până atunci trustul Intact. Succesorul nominal al acestui grup este Antena TV Group SA. 
Intact Media Group, în prezent, este doar o marcă verbală înregistrată la OSIM, deținută de către Intact Production SRL. 
Intact Media Group nu există ca societate comercială în cadrul ONRC.
Din Intact Media Group fac parte posturile de televiziune Antena TV Group (Antena 1, Antena 1 HD, Antena Stars, Antena Stars HD, Happy Channel, Happy Channel HD, Antena Internațional, ZU TV, ZU TV HD și platforma online AntenaPlay) și Antena 3 S.A.
Grupul Intact deține, din anul 2005, compania Media Sport Group, partenerul BBC pentru România, Bulgaria și fosta Iugoslavie, care deține patru reviste („Top Gear”, „Good Food” și „Science Focus”).
INTACT Media Group reprezintă prima afacere media de tip greenfield din România postrevoluționară, fiind o investiție 100% românească.

## Istoric
1991 – Omul de afaceri Dan Voiculescu investește într-o tipografie - Tipografia Intact.
1993 – Dan Voiculescu investește în prima televiziune comercială din România. Noua televiziune se numește Antena1 și difuzează pentru început filme și știri. Tot în același an, este lansat cotidianul de informație Jurnalul Național, într-un format de 32 de pagini.
1994 – Radio Romantic debutează cu un format "gold hits" neîntrerupt de publicitate. Intact Production preia pentru început producția show-urilor Antena1. Expansiunea teritorială demarează prin lansarea primului studio local, Antena1 Pitești.
1998 – În septembrie Antena1 se relansează cu un nou pachet grafic ID creat compania Pittard Sullivan și o noua grilă de programe, fiind primul post TV din România cu nouă ore de transmisii în direct pe zi.
1999 – În iulie Antena1 obține drepturile exclusive de transmisie a Campionatului Național de Fotbal, fiind primul post TV privat din România care reușește acest lucru, precum și singurul care transmite în direct patru meciuri de fotbal pe etapă.
2000 – Gazeta Sporturilor, se alătura brandurilor Intact.
2005 – Fondatorul Grupului Media Intact, Dan Voiculescu, se retrage din afaceri, dedicându-se vieții politice și cedând întreaga sa avere celor două fiice ale sale, Camelia și Corina. Este anul care marchează o dezvoltare axată pe nișe, printr-o serie de lansări în sferele financiară – revista Saptămâna Financiară și știri – postul tv Antena3. Compania Media Sport Group, deținătoarea primei reviste de 4×4 din România, 4WD, intră sub umbrela Intact și obține licențele BBC pentru două reviste cu renume, Top Gear și Good Food.
2006 - Se lansează noi branduri: Euforia, post tv de lifestyle dedicat publicului feminin, Antena Internațional, televiziune care se adresează comunităților de români din diaspora, Felicia, revista săptămânală de well-being și Good Homes, revista de food & deco, o nouă licență BBC. Se lansează Open Media Networks, firmă care proiectează și integrează soluții și servicii interactive de advertising, IT și multimedia.
2007 – Lansarea unei televiziuni axate pe talk-show-uri – Antena2. Se creează rețeaua de săptămânale locale Ghimpele.
2008 – Divizia print a grupului se consolidează prin două noi titluri: cotidianul Financiarul, care a trecut printr-un process de rebranding în 2011, devenind Fin.ro (Financial Intelligence News) și revista lunară de lifestyle Confidențial. 
Urmare a câștigării drepturilor de televizare a meciurilor din Liga 1 de Fotbal de către consorțiul format din Antena1 și RCS se lansează televiziunea de sport GSP TV, care difuzează meciuri din campionatul intern. Tot în acest an debutează postul de radio ZU. 
2009 – Intact Media Group are o creștere de 120% în radio. Radio Zu, lansează șapte noi stații locale.
Jurnalul Național, demarează o serie de inițiative: Biblioteca pentru toți și Mișcarea de rezistență. 
2010 – Societățile care dețin brandurile Antena1, Antena2 și Euforia se consolidează operațional pe o platformă comună, Antena Group. Fundația Mereu Aproape organizează campania socială: Apa trece, România rămâne, pe parcursul căreia s-au strâns 1.250.000 euro în bani și materiale de construcții, facilitând astfel construcția a 75 de case în zonele afectate de inundații.
2011 – Intact Media Group introduce QR code-urile pe TV. Gazeta Sporturilor lansează o comunitate online pentru iubitorii de fotbal.O nouă licență BBC se adaugă portofoliului de print, prin BBC Focus. În septembrie a avut loc lansarea revistei The Industry. Aceasta este adresată profesioniștilor și entuziaștilor industriei media și urmărește îndeaproape mișcările strategice, achizițiile importante, cifrele relevante, echipele, leaderii, evenimentele și informația esențială din această zonă. Titlurile din print precum Jurnalul National, Fin.ro Magazin, Felicia și Saptămâna Financiară sunt integrate sub umbrela Intact Publishing. Antena 3 devine singura stație din România afiliată la CNN.
Cu ocazia împlinirii a douăzeci de ani de activitate, Intact Media Group a lansat proiectul Primii20.ro.
2012 - Se înființează Antena Digital, special concepută pentru a genera conținut și comunități online, aflate în relație de interdependență cu proiectele on-air. Postul GSP TV se transformă într-un canal pentru bărbați.
2013 - Compania de publicații Media Sport Group deținută de Intact se desființează iar publicațiile BBC Top Gear, BBC Good Food, BBC Science Focus și The Industry au dispărut din piața Română. Grupul dezvoltă zona digitală, lansând Antena Play, platforma video care oferă access la toate canalele de conținut din portofoliul său, precum și new content, atingând, până la finele anului, 500.000 de conturi organice. Tot în zona online, este lansat un nou proiect editorial, www.spynews.ro, care urcă imediat in top trei cele mai accessate site-uri de mondenități din România. Antena 2 se transformă în Antena Stars, un canal nișă unic, care prezintă noutățile și setează agenda în peisajul monden.
2014 - GSP TV își oprește emisia, în locul său se lansează postul de muzică ZU TV. Se lansează și platforma de Teleshopping Alo Shop.
2015 - Antena Group lansează lajumate.ro, o platformă de anunțuri unică, printr-un model hibrid online-TV.
2016 - Euforia TV se transformă în Happy Channel, un canal unic, care militează pentru drepturile femeilor. Se lansează alte două platforme de anunțuri: homezz.ro și carzz.ro. Posturile Antena 1, Antena Stars, Antena 3, Happy Channel, ZU TV și Antena Internațional trec la formatul HD.
2017 - Intact lansează platforma de anunțuri jobzz.ro. Antena 1 își schimbă sloganul la ,,Mereu cu tine".
2018 - Intact vinde publicația Gazeta Sporturilor și site-ul GSP către Ringier.
2019 - Antena 3 lansează 10 stații regionale din Iași, Pitești, Slobozia, Constanța, Brașov, Călărași, Târgu Mureș, Deva, Ploiești și Vrancea (2020). Intact lansează platforma care împlinește visuri ajuteu.ro.
2020 - Se lansează aplicația de știri Observator dar și platforma de sport Antena Sport. Antena 3 lansează postul de radio 3FM axat pe știri din București.
2021 - Site-ul a1.ro lansează un conținut exclusiv online. Se lansează platformele catine.ro, eatzz.ro, a1shop.ro, aplicația de divertisment Antena 1 și știrile Observator de pe Antena 1 au un logo nou.
2022 - Antena 1, Antena Stars, Happy Channel și ZU TV își schimbă sigla cu Antena în plus Antena 1 își schimbă sloganul la ,,Azi, Afli, Zâmbești, Iubești".

## Companii membre
În decembrie 2016, societățile membre erau:

#### Televiziuni
- Antena 1
- Antena 1 HD
- Antena Stars
- Antena Stars HD
- Antena 3 CNN
- Antena 3 CNN HD
- Antena Internațional
- Antena Internațional HD
- Happy Channel
- Happy Channel HD
- ZU TV
- ZU TV HD

#### Publicații
- Jurnalul Național
- Income Magazine

#### Radiouri
- Romantic FM
- Radio ZU
- 3FM

#### B2B
- Dream Film Production
- Tipografia Intact
- Seed Consultants Branding & Design
- Open Media Network
- Euroexpo
- Antena Academy

#### Site-uri și aplicații
- a1.ro
- antenastars.ro
- antena3.ro
- gsp.ro
- tv.happy.ro
- zutv.ro
- antenaplay.ro
- lajumate.ro
- homezz.ro
- carzz.ro
- jobzz.ro
- eatzz.ro
- observatornews.ro
- as.ro
- jurnalul.ro
- catine.ro
- spynews.ro
- aloshop.ro
- a1shop.ro
- useit.ro

## Rezultate financiare
Cifra de afaceri:
- 2007: 130 milioane Euro[10]
- 2006: 88,4 milioane euro[10]

Venit net:
- 2007: 38,9 milioane euro[10]

În anul 2007, TV Antena 1 a avut o cifră de afaceri de 65 milioane euro și un profit net de 21 de milioane de euro, iar Antena 3 a avut o cifră de afaceri de 12,4 milioane de euro.

## Critici
Televiziunile din cadrul grupului au fost acuzate în repetate rânduri de linșaj mediatic.

## Controverse
Directorul trustului, Sorin Alexandrescu, a fost acuzat că l-a șantajat pe administratorul RCS & RDS, Ioan Bendei.